# Лаптев, Владимир Кириллович
Влади́мир Кири́ллович Ла́птев (25 сентября 1946, Колпашево, Томская область — 30 марта 2016, Екатеринбург) — советский и российский кинорежиссёр, сценарист.

## Биография
Родился в Колпашево одноимённого района Томской области.
В 1965—1967 годах учился на отделении автоматики и телемеханики Уральского политехнического института.
В 1974 году окончил философский факультет Уральского университета. C 1977 по 1979 год обучался на Высших курсах сценаристов и режиссёров в Москве (мастерская Глеба Панфилова, затем Никиты Михалкова).
Руководил народным театром ДКЖ и студенческим театром «Парадокс» в Уральском государственного лесотехнического университете. Ставил спектакли в государственных и муниципальных театрах Урала и Сибири, выступал и как сценограф. Работал главным режиссёром и художественным руководителем Свердловской государственной телерадиокомпании (1996—2002). Приглашался на театральные фестивали в качестве члена жюри. Занимался преподавательской деятельностью.
Член Союза кинематографистов РФ (Свердловское отделение) и Союза театральных деятелей РФ.
Проживал в Екатеринбурге. Был женат. Две дочери.
Скончался 30 марта 2016 года в Екатеринбурге. Похоронен на Лесном кладбище.

## Фильмография
- 1979 — Прости-прощай
- 1981 — На чужом празднике
- 1983 — Впереди океан
- 1985 — Лиха беда начало
- 1987 — Залив счастья
- 1989 — Охота на единорога
- 1991 — Группа риска
- 1992 — Место любовных битв
- 1993 — Сыскное бюро «Феликс»
- 1995 — Парижский чудак (телефильм, также автор сценария)
- 1999 — Жизнь после смерти: Александр Первый (документальный телефильм; совм. с М. Вайсбергом)
- 1999 — Месяц в деревне (телефильм)
- 2000 — Горное гнездо (телефильм, также автор сценария)
- 2001 — Звёздная пыль (документальный)

## Театральные работы
- 1970 — «В добрый час» В. Розова
- 1971 — «Истории смешные и грустные» по ранним произведениям А. Чехова
- 1972 — «Старая дева» И. Штока
- 1972 — «Жестокость» П. Нилин
- 1973 — «Общежитие» П. и А. Тур
- 1974 — «Обратная связь» Е. Юрандота
- 1975 — «Физики» Ф. Дюрренматта
- 1980 — «Смерть Тарелкина» А. Сухово-Кобылина
- 1989 — «Заграничная идея» А. Козловского
- 1990 — «Кот домашний средней пушистости» В. Войновича, Г. Горина
- 1993 — «Бешеные деньги» А. Островского
- 1994 — «Улыбки Парижа» Э. Лабиша
- 2002 — «До третьих петухов» В. Шукшина
- 2002 — «Нежданно-негаданно» С. Лобозёрова
- 2003 — «Перед заходом солнца» Г. Гауптмана
- 2003 — «Персидская сирень» Н. Коляды
- 2003 — «Аз и Ферт» П. Фёдорова
- 2004 — «Шутки в глухомани» И. Муренко
- 2004 — «Любовь — книга золотая» А. Толстого
- 2005 — «Третье слово» /«Дикарь» А. Касона
- 2006 — «Старший сын» А. Вампилова
- 2007 — «Однажды в Чулимске» А. Вампилов
- 2007 — «Богатые невесты» А. Островского
- 2008 — «Проделки Ханумы» А. Цагарели
- 2010 — «Лев Зимой» Д. Голдмена
- 2011 — «Дядюшкин сон» Ф. Достоевского
- 2016 — «Шутки в глухомани» И. Муренко

## Персональные выставки
- 1994 — Сценография кинорежиссёра В. Лаптева — Екатеринбургский Дом кино
- 1995 — Сценография В. Лаптева — Екатеринбургский Дом актёра
- 1995 — Классическая драматургия. Сценография В. К. Лаптева — Объединенный музей писателей Урала (г. Екатеринбург)